# NGC 901
NGC 901 (другое обозначение — PGC 212967) — галактика в созвездии Овен.
Этот объект входит в число перечисленных в оригинальной редакции «Нового общего каталога».
Ошибки в базах данных иногда приводили к тому, что галактика иногда путалась с NGC 900.